# باشگاه فوتبال گغارد
باشگاه فوتبال گغارد (انگلیسی: FC Geghard) یک باشگاه فوتبال در شهر آبوویان و در کشور ارمنستان می‌باشد که در لیگ برتر فوتبال ارمنستان بازی می‌کند.

## آمار لیگ
| ارمنستان (۱۹۹۲) |              |     |      |     |       |      |        |          |     |        |      |
| فصل             | دسته         | سطح | بازی | برد | تساوی | باخت | گل زده | گل خورده | +/- | امتیاز | مکان |
| ۱۹۹۲            | لیگ دسته اول | ۲   | ۲۸   | ۱۵  | ۰     | ۱۳   | ۶۰     | ۴۸       | +۱۲ | ۳۰     | 6.   |